# تپه برین
تپه برین مربوط به هزاره سوم و چهارم قبل از میلاد است و در شهرستان ممسنی، بخش رستم، دهستان پشتکوه رستم، روستای تپه پرین واقع شده و این اثر در تاریخ ۲۳ بهمن ۱۳۸۵ با شمارهٔ ثبت ۱۷۲۳۶ به‌عنوان یکی از آثار ملی ایران به ثبت رسیده است.